# Jancsi Rigó

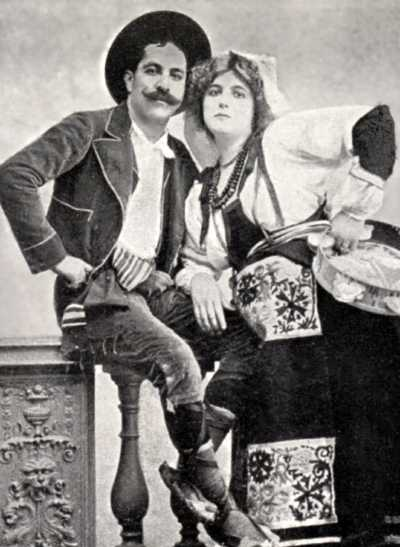
Rigo și Clara Ward

Rigó Jancsi (n. 1858, Pákozd – d. 1927, SUA) este numele unui violonist renumit, un țigan maghiar a cărui căsătorie cu prințesa belgiană Clara Ward, a stârnit mare vâlvă în presa vremii. După nuntă la un timp scurt a urmat divorțul, cauzat de escapadele extraconjugale ale lui Rigo. Numele violonistului a fost dat de un cofetar unei prăjituri cu ciocolată.